# Policías y Ladrones
Policiers et Voleurs (conocida en Argentina como Policías y ladrones) es una serie de televisión animada originaria de Francia, que consta de 276 episodios dentro de trece temporadas. Desde su primera emisión el 28 de agosto de 2004, el episodio "Puissant Hugo" recibió 309% de rating.
En 2011 la serie fue perdiendo audiencia y Xilam decidió cancelarla, pero el episodio "Voleur et Voleur et Policier et Policier" hizo volver a la serie a la mayor audiencia.
Es una de la serie favorita de los fanes, siendo la primera serie que crean los animadores Pierre Lernoud y Thomas Tipin, y se han hecho películas basadas en la serie.
En 2010 el canal argentino Paka Paka adquirió los derechos para transmitir la serie, pero sin embargo la serie perdió audiencia y se canceló a comienzos de 2011.
Actualmente se transmite en Rusia por el canal Rossiya 1 y en Polonia por el canal Porat.

## Sinopsis
Tres amigos, Jefe, Hugo y Pedro, viven aventuras grandiosas llenas de tonterías y diversión, mientras que Bus, Vito, Loan y Maste son cuatro compañeros de trabajo que trabajan en la Jefatura Departamental de Policía, y dos amigos, un animal y un humano llamados Sr. Conejo y Felipe (Philippe en la versión original) les encanta mirar el fútbol por televisión en el sótano de una casa abandonada.
Todos ellos viven en La Ciudad (Le Ville en Francia), una ciudad llena de caos, locura y crimen. En algunos episodios y películas se puede notar el apoyo entre ellos para vencer a malvados y siniestros villanos, como Guido, El Hombre Colesterol, Buteon y Pordecette.
En el episodio "Hutte Mutte Bacterie Buteon", se puede apreciar que Hugo apoya a Buteon pero es solo para engañarlo y poder vencerlo.

## Personajes
Jefe: (voz por Yuc Voitreaux; doblado en Argentina por Mario Candia, en Rusia y en Polonia por Gute Yenocard) es el mejor amigo de Hugo y Pedro, viviendo con ellos muchas aventuras grandiosas y locas, siendo notable su gran amistad. 
Hugo: (voz por Yuc Voitreaux; doblado en Argentina por Pedro Pilusso, en Rusia y en Polonia por Tur Taire) es el mejor amigo de Jefe y Pedro, viviendo con ellos muchas aventuras grandiosas y locas, siendo notable su gran amistad. En el episodio "Hutte Mutte Bacterie Buteon", su puede apreciar que él apoya al villano Buteon pero es solo para poder engañarlo y poder vencerlo.
Pedro: (voz por George Renant; doblado en Argentina por Alberto Minm, en Rusia y en Polonia por Fiure Paisen) es el mejor amigo de Jefe y Hugo, viviendo con ellos muchas aventuras grandiosas y locas, siendo notable su gran amistad.
Bus: (voz por Jean-Baire Mounain; doblado en Argentina por Mario Candia, en Rusia y en Polonia por Mart Dickalonhalt) es el jefe de la Jefatura Departamental de Policía, teniendo como agentes a Vito y a Loan, sus mejores amigos. En el episodio "Fruit de une relation avec mis amis", se puede ver a Bus siendo un joven de 20 años.
Vito: (voz por Yuc Voitreaux; doblado en Argentina por Arturo Marjemetch, en Rusia y en Polonia por Robem Martiar Konhalton) es uno de los agentes de Bus que trabaja en la Jefatura Departamental de Policía, siendo también amigo de Bus y de Loan.
Loan: (voz por Jean-Baire Mounain; doblado en Argentina por Pedro Pilusso, en Rusia y en Polonia por Gute Yenocard) es uno de los agentes de Bus que trabaja en la Jefatura Departamental de Policía, siendo también amigo de Bus y de Vito.
Maste: (voz por Gerard Phellepine; doblado en Argentina por Roberto Hoc, en Rusia y en Polonia por Artkadaffe Karlwowert) es un guardia de la Jefatura Departamental de Policía.
Sr. Conejo: (voz por Maxime Cousin; doblado en Argentina por Mario Candia, en Rusia y en Polonia por Tur Taire. En francés como Mr. Lapin) es un conejo humanoide que le encanta mirar el fútbol con su compañero humano Felipe.
Felipe: (voz por George Renant; doblado en Argentina por Luis Carusso, en Rusia y en Polonia por Mart Dickalonhalt. En francés como Philippe) es el único compañero de Sr. Conejo y le encanta mirar el fútbol con el.
Guido: (voz por Gerard Phelllepine; doblado en Argentina por Arturo Marjemetch, en Rusia y en Polonia por Robem Martiar Konhalton) es un villano siniestro que es el que más robos ha hecho. 
El Hombre Colesterol: (voz por Yuc Voitreaux; doblado en Argentina por Roberto Hoc, en Rusia y en Polonia por Dicklopert Maronkerk. En francés como Le Homme Cholestérol) es una persona misteriosa disfrazada de colesterol, que es un villano.
Buteon: (voz por Maxime Cousin; doblado en Argentina por Pedro Pilusso, en Rusia y en Polonia por Golte Darkonherton) es un robot que es un villano. En el episodio "Hutte Mutte Bacterie Buteon" Hugo lo apoya para poder engañarlo y vencerlo.
Pordecette: (voz por Boud Tintac; doblado en Argentina por Luis Carusso, en Rusia y en Polonia por Artkadaffe Karlwowert) es un villano con cara de televisor que quiere dominar el mundo.